# Empoasca indenta
Empoasca indenta är en insektsart som beskrevs av Paul W. Oman och Wheeler 1938. Empoasca indenta ingår i släktet Empoasca och familjen dvärgstritar.
Artens utbredningsområde är Utah. Inga underarter finns listade i Catalogue of Life.